# 托马斯·约瑟夫·唐宁

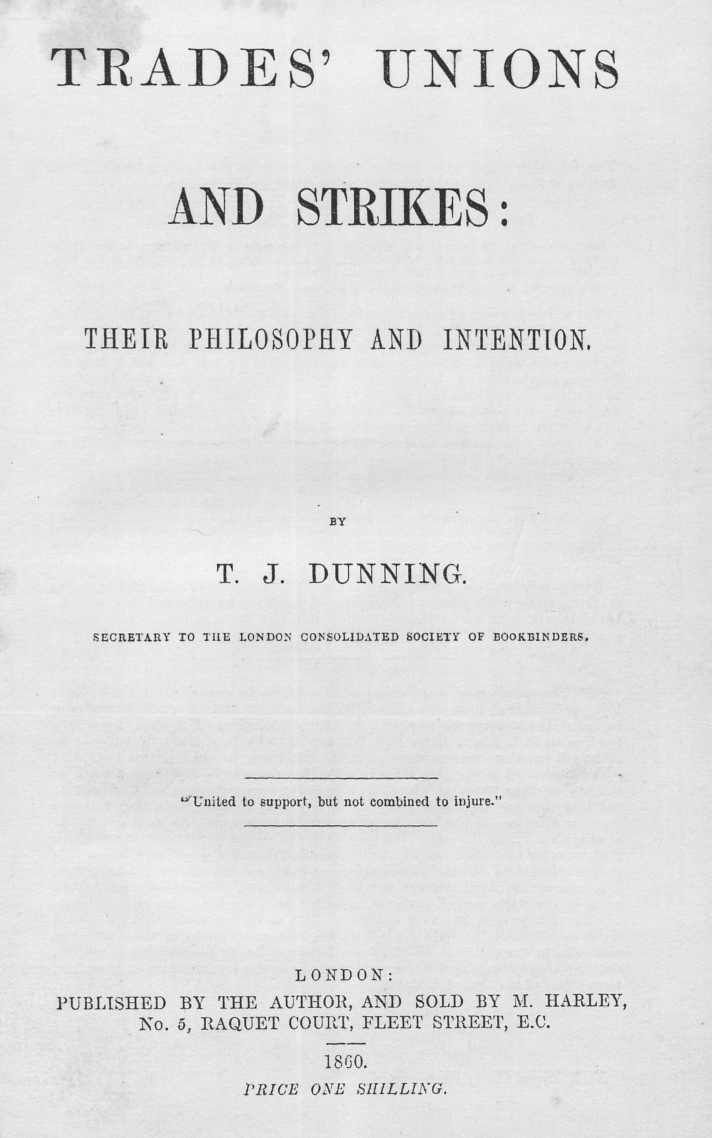
的扉頁（1860 年）

托马斯·约瑟夫·唐宁（英語：Thomas Joseph Dunning，1799年—1873年)，又称邓宁格或托·约·登宁，英国工人运动领导人之一。
唐宁1820年起参加伦敦综合工会装订工分会，1840年起出任该会书记。1860年，唐宁出版Trade Unions and Strikes: Their Philosophy and Intention一书。卡尔·马克思在资本论中曾引述這段內容:「如果有10%的利润，资本就会保证到处被使用；有20%的利润，资本就能活跃起来；有50%的利润，资本就会铤而走险；为了100%的利润，资本就敢践踏一切人间法律；有300%以上的利润，资本就敢犯任何罪行，甚至去冒绞首的危险」。